# کلاه لبه‌دار
کلاه لبه‌دار که کلاه نقاب‌دار و کلاه نقابی هم نامیده شده، نوعی کلاه که تقریباً به سر چفت می‌شود و لبه آن جلوی نور آفتاب را می‌گیرد.

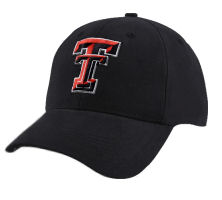
یک کلاه لبه‌دار مخصوص بیس‌بال.

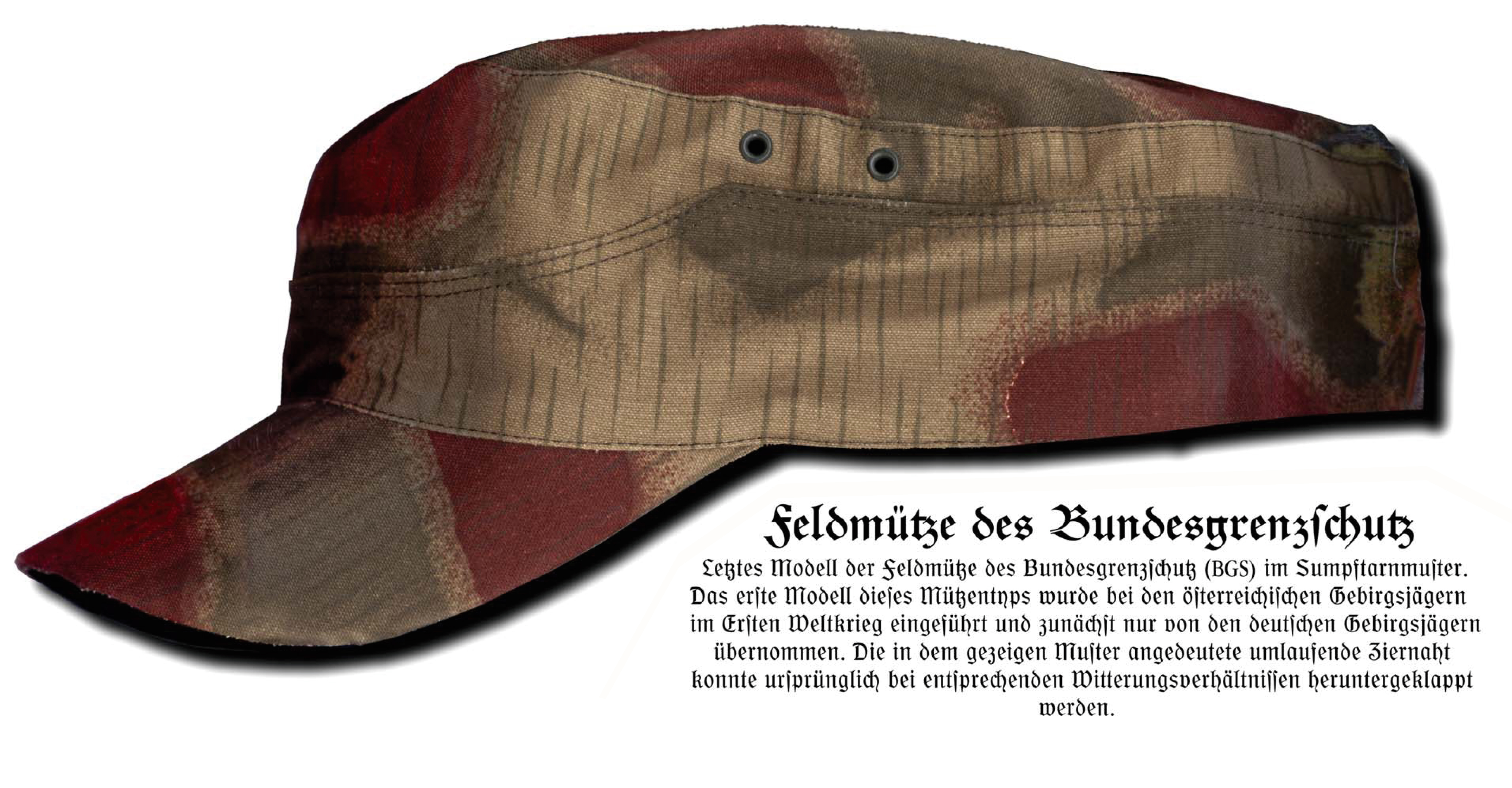
کلاه لبه‌دار پلیس فدرال آلمان.